# Tamanarte
Tamanarte (en àrab تمنارت, Tamanārt; en amazic ⵜⴰⵎⴰⵏⴰⵕⵜ) és una comuna rural de la província de Tata, a la regió de Souss-Massa, al Marroc. Segons el cens de 2014 tenia una població total de 6.198 persones.